# WYSIWYM
WYSIWYM — акронім до фрази англ. What You See Is What You Mean (Бачите те, що мали на увазі) — використовується як ідеологія створення редакторів. Протиставляється WYSIWYG-ідеології.

## WYSIWYM програми
- LyX — перший і єдиний WYSIWYM Open Source текстовий процесор на базі LaTeX — стандарт у світі для створення наукових статей і написання математичних формул;
- beamer — WYSIWYM Open Source програма для створення презентацій на базі LaTeX;
- cb2bib — Open Source засіб для створення BibTeX бібліографії — бібліографічної бази ваших документів і файлів;
- LilyPond — вільний нотний редактор, призначений для створення музичних партитур шляхом компіляції файлу з текстом на вхідній мові редактора.